# Saint-Léon, Haute-Garonne
Saint-Léon är en kommun i departementet Haute-Garonne i regionen Occitanien i södra Frankrike. Kommunen ligger i kantonen Nailloux som tillhör arrondissementet Toulouse. År 2022 hade Saint-Léon 1 284 invånare.

## Befolkningsutveckling
Antalet invånare i kommunen Saint-Léon
Referens:INSEE